# Albert Bachmann
Albert Bachmann   (8 de novembre de 1906 - valor desconegut) va ser un gimnasta artístic suís que va competir durant la dècada de 1930.
El 1936 va prendre part en els Jocs Olímpics de Berlín, on disputà vuit proves del programa de gimnàstica. Guanyà la medalla de plata en la prova del concurs complet per equips i la de bronze en la de cavall amb arcs, mentre en les sis proves restants finalitzà més enllà de la desena posició.